# 中村太樹
中村 太樹（なかむら たいき、2002年7月14日 - ）は、日本の柔道家。山梨県山梨市出身。階級は60kg級。身長162cm。組み手は右組み。得意技は背負投。

## 経歴
柔道は3歳の時に始めた。国士舘中学3年の時には全国中学校柔道大会60kg級で5位になった。国士舘高校2年の時には国体少年男子の部で優勝した。
2021年に国士館大学へ進むと、1年の時には学生体重別で3位、全日本ジュニアでは決勝で大学の1年先輩である近藤隼斗に技ありで敗れて2位にとどまった。グランプリ・アルマダでは3位に入った。2年の時には世界ジュニアに出場すると、準決勝で前回3位であるフランスのロマン・ヴァラディエール＝ピカール、決勝で前回チャンピオンであるジョージアのゲオルギー・サルダラシビリにそれぞれ一本勝ちして優勝を果たした。3年の時には体重別の準決勝でSBC湘南美容クリニックの永山竜樹を縦四方固、決勝でパーク24の竪山将を小内刈で破るなどオール一本勝ちして、シニアの全国大会初優勝を飾った。ワールドユニバーシティゲームズでは決勝で東京オリンピック銀メダリストである台湾の楊勇緯を横四方固で破って優勝した。また、団体戦でも優勝した。グランドスラム・東京では準決勝で東京オリンピック金メダリストであるパーク24の髙藤直寿に技ありで敗れたが、その後の3位決定戦では元世界チャンピオンであるジョージアのルフミ・チフヴィミアニに一本勝ちして3位になった。グランドスラム・パリでは準々決勝で世界チャンピオンであるスペインのフランシスコ・ガリゴスに裏投げで敗れるも、その後の3位決定戦で楊を技ありで破って3位になった。4年の時には体重別の準決勝で天理大学1年の福田大和に片手絞で逆転負けを喫した。しかし、最近の実績から世界選手権代表に選出されたが、複数の強化委員から反対意見も出されたため多数決となり、賛成14、反対10で代表に決まった。続くアジア選手権では決勝で楊を技ありで破って優勝した。世界選手権では準決勝でサルダラシビリに技ありで敗れるも、3位決定戦で元世界チャンピオンであるカザフスタンのエルドス・スメトフを袖釣込腰で破って3位になった。グランドスラム・東京では決勝でパリオリンピック銅メダリストである永山に反則勝ちして優勝した。グランドスラム・バクーでは決勝で永山に合技で敗れて2位にとどまった。2025年4月からはJESエレベーターの所属となった。体重別では準決勝でパーク24の近藤に有効で敗れた。続くアジア選手権では決勝で楊を崩上四方固で破って、今大会2連覇した。
IJF世界ランキングは1050ポイント獲得で40位（2025年4月21日現在）。

## 戦績
- 2017年 - 全国中学校柔道大会 5位
- 2019年 - 国体 少年男子の部 優勝
- 2021年 - 学生体重別 3位
- 2021年 - 全日本ジュニア 2位
- 2022年 - グランプリ・アルマダ 3位
- 2022年 - 世界ジュニア 優勝
- 2022年 - 講道館杯 7位
- 2023年 - 体重別 優勝
- 2023年 - ワールドユニバーシティゲームズ 個人戦 優勝 団体戦 優勝
- 2023年 - 体重別団体 3位
- 2023年 - 講道館杯 5位
- 2023年 - グランドスラム・東京 3位
- 2024年 - グランドスラム・パリ 3位
- 2024年 - 体重別 3位
- 2024年 - アジア選手権 優勝
- 2024年 - 世界選手権 3位
- 2024年 - グランドスラム・東京 優勝
- 2025年 - グランドスラム・バクー 2位
- 2025年 - 体重別 3位
- 2025年 - アジア選手権 優勝

（出典、JudoInside.com）